# Bundesautobahn 28
Bundesautobahn 28 (em português: Auto-estrada Federal 28) ou A 28, é uma auto-estrada na Alemanha.
A Bundesautobahn 28 tem 92 km de comprimento.

## Estados
Estados percorridos por esta auto-estrada:
- Baixa Saxônia